# Björn Olsen
Björn Olsen (* 8. April 1946 in Siglufjörður) ist ein ehemaliger isländischer Skirennläufer.

## Karriere
Björn Olsen belegte bei den Olympischen Winterspielen 1968 im Riesenslalomrennen den 72. Platz. Im Slalomrennen schied er vorzeitig aus.